# Gambialoa stubbsi
Gambialoa stubbsi är en insektsart som beskrevs av Irena Dworakowska 1994. Gambialoa stubbsi ingår i släktet Gambialoa och familjen dvärgstritar.
Artens utbredningsområde är Sri Lanka. Inga underarter finns listade i Catalogue of Life.